# Doddabetta
Der 2637 m hohe Doddabetta ist die höchste Erhebung der südindischen Nilgiri-Berge. In seiner Umgebung finden sich weitere Gipfel mit Höhen über 2000 m (Kolaribetta: 2630 m; Hecuba: 2375 m; Kattadadu: 2418 m; Kulkudi: 2439 m).

## Lage
Der Doddabetta befindet sich etwa 9 km (Fahrtstrecke) südöstlich von Udagamandalam, besser bekannt als Ooty, einer ehemaligen britischen Hill Station, die heute – vor allem in den Sommermonaten – ein bei Indern beliebter Ausflugsort ist. Ooty ist am besten mit der Nilgiri Mountain Railway erreichbar, die seit 1999 – zusammen mit anderen Bergbahnen Indiens – von der UNESCO als Weltkulturerbe anerkannt ist. Von hier gibt es Wanderwege, aber es fahren auch Taxis oder Motorrikshas zum Doddabetta.

## Beschreibung
Das ursprünglich bewaldete Gipfelplateau des Doddabetta ist teilweise künstlich abgeflacht, gepflastert und mit Blumenbeeten geschmückt. Hier finden sich zahlreiche Teestuben und Souvenirstände. Klare Sicht auf die umliegende Landschaft herrscht nur an wenigen Tagen und dann meist in den frühen Morgenstunden; ansonsten trüben Wolken sowie leichte Dunst- und Nebelschleier die Aussicht.